# Muži v offsidu
Muži v offsidu (též Muži v ofsajdu) je česká filmová komedie z roku 1931 natočená režisérem Svatoplukem Innemannem na motivy stejnojmenné knihy Karla Poláčka. Film pojednává o fotbalových fanoušcích, zvláště pražské Viktorie Žižkov a Slavie. Tatíci v pokročilém věku vášnivě prožívají dobu před každým fotbalovým zápasem, samotný zápas, i dobu dávno po něm.

## Základní údaje
- Námět: Karel Poláček
- Scénář: Josef Neuberg, František Tichý, Vladimír Rýpar
- Hudba: Eman Fiala
- Kamera: Václav Vích
- Režie: Svatopluk Innemann
- Hrají: Hugo Haas, Jindřich Plachta, Eman Fiala, Jiřina Štěpničková, Theodor Pištěk, Růžena Šlemrová, Jožka Vanerová, Betty Kysilková, Ela Nollová, Jaroslav Vojta, Felix Kühne, novinář Josef Laufer
- Další údaje: černobílý, 95 min, komedie
- Výroba: AB, 1931